# Zaona cavicola
Zaona cavicola är en spindeldjursart som beskrevs av Volker Mahnert 200. Zaona cavicola ingår i släktet Zaona och familjen blindklokrypare. Inga underarter finns listade i Catalogue of Life.